# Badlwandgalerie

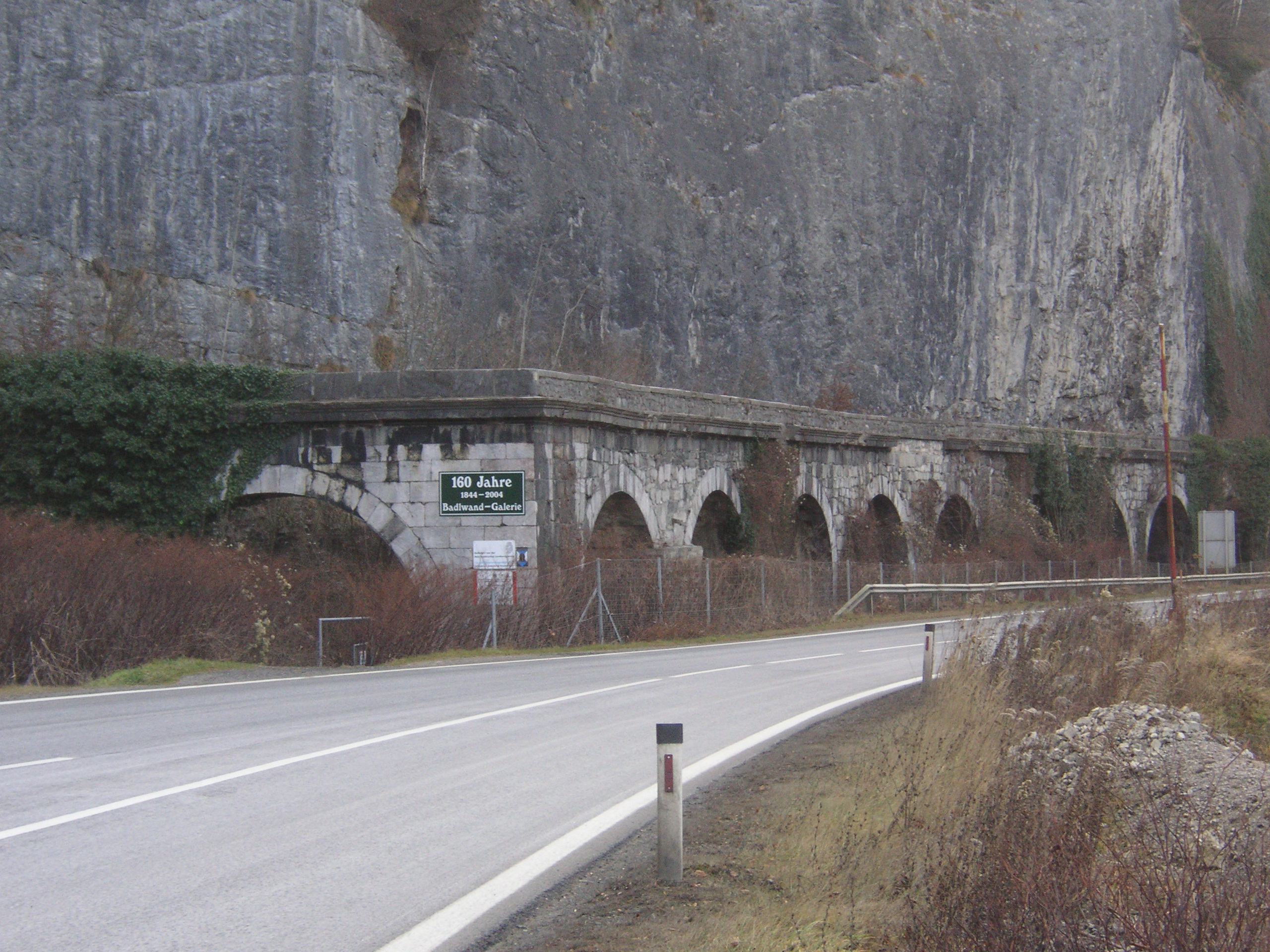
Die Badlwandgalerie im Jänner 2012

Die Badlwandgalerie ist eine historische Eisenbahn-Steinschlaggalerie im Mittleren Murtal, bei Badl zwischen Peggau und Frohnleiten, etwa 30 Kilometer nördlich von Graz in der österreichischen Steiermark.

## Baugeschichte
Im Jahr 1841 wurde der Bau der Österreichische Südbahn Wien–Triest mit dem südlichen Abschnitt Mürzzuschlag–Graz begonnen. Mit einem Aufwand von bis zu 14.000 Arbeitern täglich wurden die Bauarbeiten durchgeführt. Als schwierigster Abschnitt erwies sich dabei die Trassenführung um den Bereich der Badlwand bei Peggau. Es wurde die Idee geboren, eine 191 Klafter [362 Meter] lange Bogenstellung mit überwölbter Decke aufzuführen, die Commerzial-Strasse darüber und die Eisenbahn darunter zu verlegen. Die Felsen, welche bis zum Murufer reichten, wurden von italienischen Arbeitern von oben herab abgetragen. Nach einer Bauzeit von etwas mehr als einem Jahr konnte die Strecke am 21. Oktober 1844 von Erzherzog Johann in Stellvertretung des Kaisers eröffnet werden. Da zu diesem Zeitpunkt die Galerie noch nicht fertig war, musste die Badlwand bis 11. November 1845 auf einem provisorischen Gleis umfahren werden. Die Erfahrungen aus diesem Bau wurden später für die Semmeringstrecke eingesetzt. Die Arbeiten standen unter der Leitung des Technikers (auch als Baumeister bezeichnet) Johann Fillunger. Das Bauwerk war 230 m lang und bestand aus 35 gewölbten Bögen.

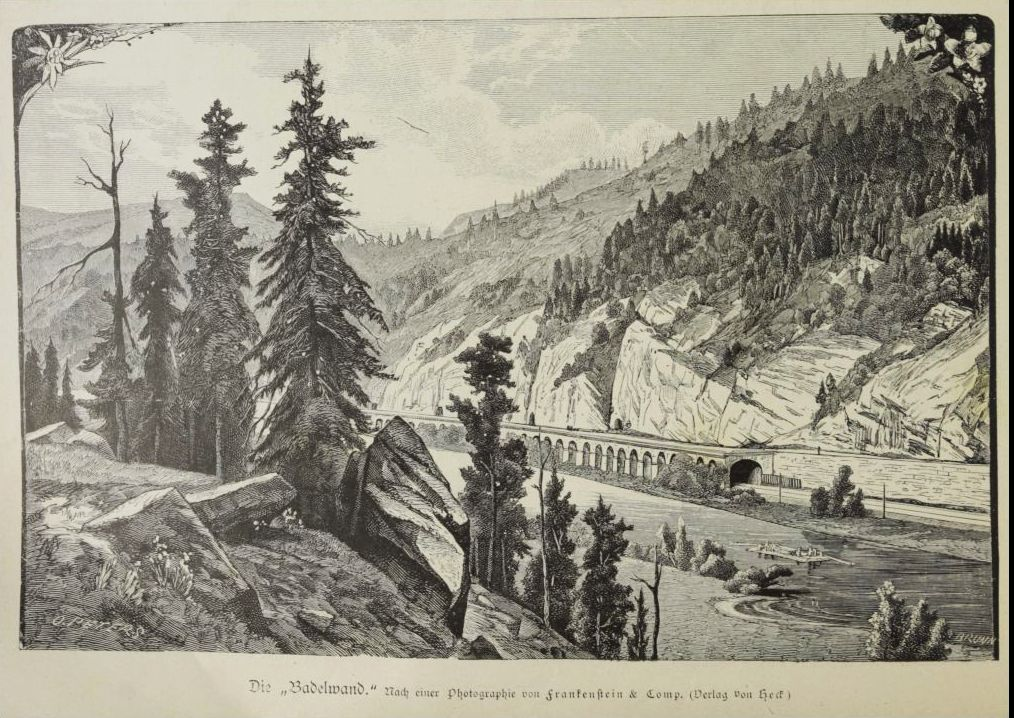
Blick auf die Badlwand vom Kugelstein mit Badlwandgalerie

Ursprünglich verliefen beide Richtungsgleise unter der Galerie. 1940 wurde ein Richtungsgleis außerhalb der Galerie verlegt, was inzwischen dank der Regulierung der Mur möglich war, und die Badlwandgalerie nur noch eingleisig befahren. Als Motiv für diese Veränderung ist publiziert, dass damit das Lichtraumprofil für Militärtransporte mit außergewöhnlichen Abmessungen (z. B. Geschütze) vergrößert werden konnte.
Da die lichte Höhe von 6,5 m die Elektrifizierung nicht zuließ, wurde ein Neubauabschnitt zur Umfahrung der Badlwandgalerie mit zwei neuen Murbrücken und dem Kugelsteintunnel am gegenüberliegenden Murufer errichtet und am 22. Mai 1966 als Teil der neu elektrifizierten Strecke offiziell eröffnet, nachdem bereits ab April 1966 Züge mit Diesellokomotiven diesen Streckenteil benützt hatten.

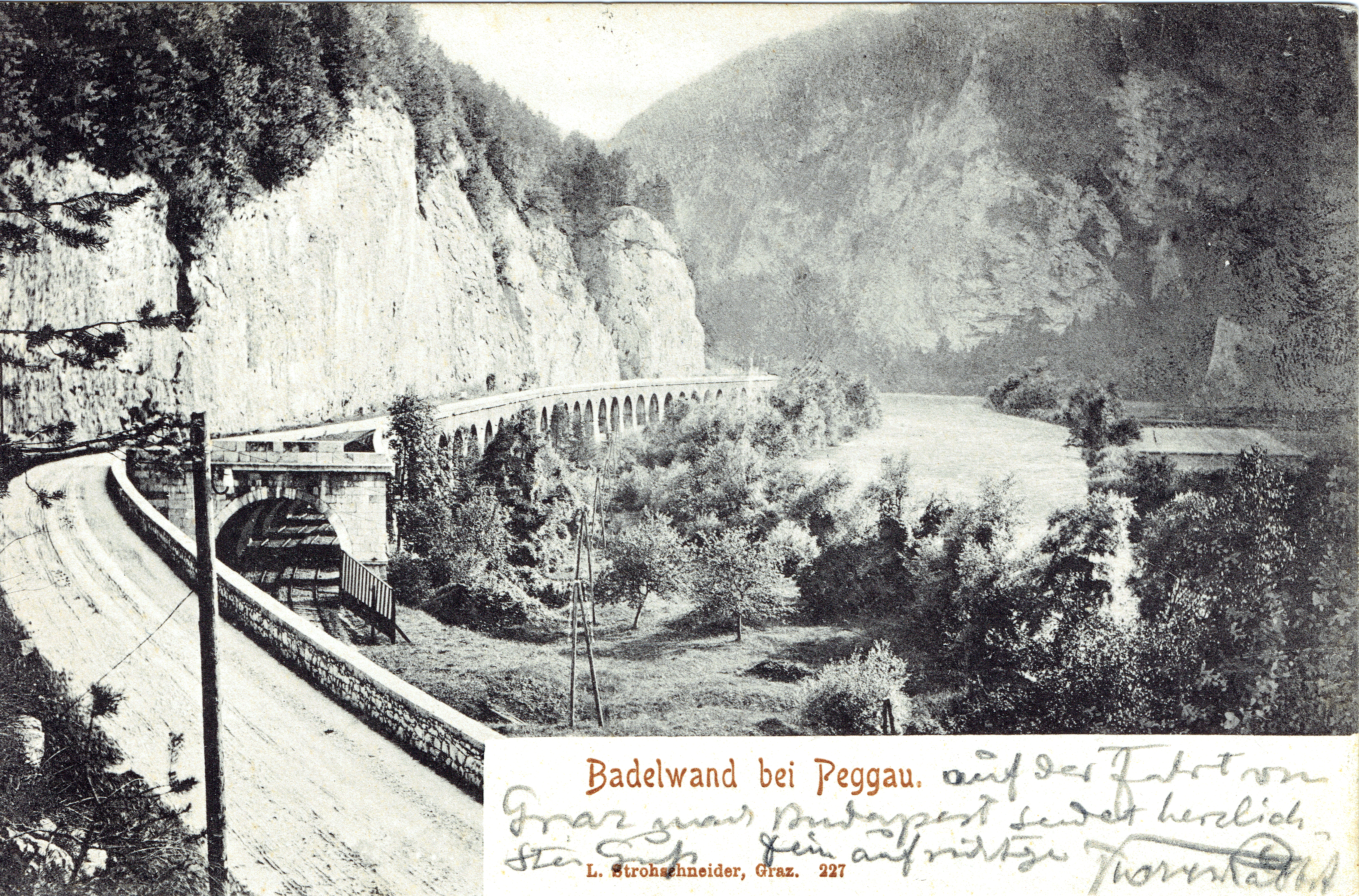
Badlwandgalerie nördlicher Beginn um 1900

## Straßengalerie
Ab 1966 diente die Badlwandgalerie nur noch dem Straßenverkehr, die Straße lag zunächst noch wie davor auf dem Bauwerk und wurde nicht nach unten auf die frühere Bahntrasse verlegt. Als Abschnitt der B335 Brucker Ersatzstraße war sie Teil der berüchtigten Gastarbeiterroute. Da die Galerie für beide Fahrtrichtungen zu schmal war, wurde die Trasse des 1940 außerhalb der Galerie errichteten Richtungsgleises zum Bau einer neuen Fahrspur Richtung Süden genutzt und 1972 eröffnet. Ab diesem Zeitpunkt wurde der Straßenverkehr über die Badlwandgalerie nur mehr einspurig in Richtung Norden geführt. Da die Galerie dem Schwerverkehr nicht mehr gewachsen war, wurde die parallele Straße bis 1978 auf zwei Fahrspuren erweitert und die Galerie anschließend endgültig gesperrt. Seit dem Ausbau der Brucker Schnellstraße S35 ist die ehemalige Bundesstraße zur L121 Brucker Begleitstraße herabgestuft.

## Heutiger Zustand
Die Gewölbe der Badlwandgalerie sind heute zum größten Teil eingestürzt, die Straße kann auch zu Fuß nicht mehr begangen werden. Der ortsansässige Verein zur Rettung der Badlwandgalerie bemühte sich 1999 bis 2009 um die Erhaltung der äußeren Arkadenbögen und Portale, welche weitgehend intakt sind, und bot dazu die Originalziegelsteine dieses unter Denkmalschutz stehenden Bauwerks zum Verkauf an, da die Gewölbe nicht mehr zu retten seien. 2017 war kein Verein mit diesem Namen im amtlichen Zentralen Vereinsregister ZVR mehr auffindbar.
Die Situation der Badlwandgalerie war am 1. Dezember 1999 Thema einer Anfrage im österreichischen Nationalrat. Die Antwort der angesprochenen zuständigen Ministerin Elisabeth Gehrer erwähnte, dass 1989 das Bundesdenkmalamt ein statisches Sanierungskonzept erstellen ließ. Dieses Konzept sah die Abtragung der einsturzgefährdeten Ziegelgewölbe vor, um eine Beschädigung des äußeren Steinquadermauerwerks zu verhindern, und die Nutzung der Außenwand als Rad- und Wanderweg zu ermöglichen. Nach damaliger Kostenschätzung wären diese Maßnahmen mit einem Aufwand von 4,4 Mio. S (ca. 320.000 Euro, damaliger Geldwert) verbunden gewesen. Das vom Verein angestrebte völlige Sanierung hätte Kosten von ca. 50 Mio. S (ca. 3,6 Mio. Euro, damaliger Geldwert) ausgelöst.
Das Grundstück, zu dem auch der Standort der Badlwandgalerie gehört, wurde 2010 vom damaligen Eigentümer, der ASFINAG (Autobahnen- und Schnellstraßen-Finanzierungs-Aktiengesellschaft) an ein Privatunternehmen der Baustoffindustrie verkauft, zu welchem auch die Wietersdorfer & Peggauer Zementwerke gehören. Der Denkmalschutz der Galerie ist im Grundbuch eingetragen und wurde 2006 sowie 2009 präzisiert.
Am 25. September 2016 war die Badlwandgalerie eines der Objekte, das vom Bundesdenkmalamt für den „Tag des Denkmals“ ausgewählt worden waren.